# Japonsko na Letních olympijských hrách 2020
Japonsko bylo hostitelskou zemí Letních olympijských her 2020 v Tokiu, které se původně měly konat od 24. července do 9. srpna 2020, ale kvůli pandemii covid-19 byly odloženy na termín od 23. července do 8. srpna 2021. V roce 2021 bylo Japonsko třetí nejúspěšnější zemí, co do počtu získaných medailí na Olympijských hrách v Tokiu.

## Medaile podle sportů
| sport            | zlato | stříbro | bronz | celkem |
| ---------------- | ----- | ------- | ----- | ------ |
| Džudo            | 9x    | 2x      | 1x    | 12     |
| Zápas            | 5x    | 1x      | 1x    | 7      |
| Skateboarding    | 3x    | 1x      | 1x    | 5      |
| Gymnastika       | 2x    | 1x      | 2x    | 5      |
| Plavání          | 2x    | 1x      | 0x    | 3      |
| Stolní tenis     | 1x    | 1x      | 2x    | 4      |
| Karate           | 1x    | 1x      | 1x    | 3      |
| Box              | 1x    | 0x      | 2x    | 3      |
| Baseball         | 1x    | 0x      | 0x    | 1      |
| Šerm             | 1x    | 0x      | 0x    | 1      |
| Softball         | 1x    | 0x      | 0x    | 1      |
| Atletika         | 0x    | 1x      | 1x    | 2      |
| Sportovní lezení | 0x    | 1x      | 1x    | 2      |
| Surfování        | 0x    | 1x      | 1x    | 2      |
| Basketball       | 0x    | 1x      | 0x    | 1      |
| Cyklistika       | 0x    | 1x      | 0x    | 1      |
| Golf             | 0x    | 1x      | 0x    | 1      |
| Lukostřelba      | 0x    | 0x      | 2x    | 2      |
| Badminton        | 0x    | 0x      | 1x    | 1      |
| Vzpírání         | 0x    | 0x      | 1x    | 1      |
| celkem           | 27    | 14      | 17    | 58     |